# Restio fuscidulus
Restio fuscidulus är en gräsväxtart som beskrevs av Neville Stuart Pillans. Restio fuscidulus ingår i släktet Restio och familjen Restionaceae. Inga underarter finns listade i Catalogue of Life.